# Le Martyre de l'obèse (film)
Pour les articles homonymes, voir Le Martyre de l'obèse.
Pour plus de détails, voir Fiche technique et Distribution.
Le Martyre de l'obèse est un film français réalisé par Pierre Chenal et sorti en 1933.
Il s'agit de l'adaptation du roman d'Henri Béraud Le Martyre de l'obèse, publié en 1922 et qui a obtenu le prix Goncourt la même année.

## Synopsis
Dans un couple en perdition, l'épouse tente de rendre son mari jaloux en faisant semblant de le tromper avec un obèse, Canabol. Celui-ci tente alors de maigrir.

## Fiche technique
- Titre : Le Martyre de l'obèse
- Réalisation : Pierre Chenal
- Scénario : Christian Stengel d'après le roman d'Henri Béraud
- Adaptation : Christian Stengel, Edward G. Rook
- Dialogue : Charles Spaak
- Photographie : Roger Hubert
- Cadreur : Georges Lucas
- Décors : Robert Gys, André Barsacq
- Musique : Michel Levine
- Son : Tony Leenhardt
- Production : Aster-Films
- Directeur de production : Léopold Schlossberg
- Pays de production :  France
- Format : Noir et blanc - Son mono  (Tobis Klangfilm) - 1,37:1 - 35 mm
- Genre : Comédie
- Durée : 87 minutes
- Date de sortie : 
  - France - 24 mars 1933

## Distribution
- André Berley : Antoine Cannabol
- Jacques Maury : Henry Léger
- Suzet Maïs : Angèle Léger, la femme d'Henry
- Colette Darfeuil : la petite amie d'Henry
- Paulette Dubost : Babette
- Léon Larive : Ballu
- Curnonsky : Le président du club des « cent kilos »
- Jacques Beauvais : le maître d'hôtel du club
- Mila Parély : la joueuse de ping-pong
- Roger Blin : un invité
- Henri Kerny : Ferdinand, le valet de chambre
- Edna Laure : la domestique
- Marcel La Montagne : le boxeur
- Léon Albric : un convive du club des « cent kilos »
- Le docteur Robinne : un convive du club des « cent kilos »
- Marc Ziboulsky : Ciboule
- Claude May
- Gine Nancy
- Guitte Valette

## Critiques
Selon Jean Tulard, le film est une adaptation réussie du roman d'Henri Béraud : « Pour son premier long-métrage, Chenal réussit une œuvre insolite et personnelle ».